# Anthene onias
Anthene onias är en fjärilsart som beskrevs av Gustaaf Hulstaert 1924. Anthene onias ingår i släktet Anthene och familjen juvelvingar. Inga underarter finns listade i Catalogue of Life.